# Abiram

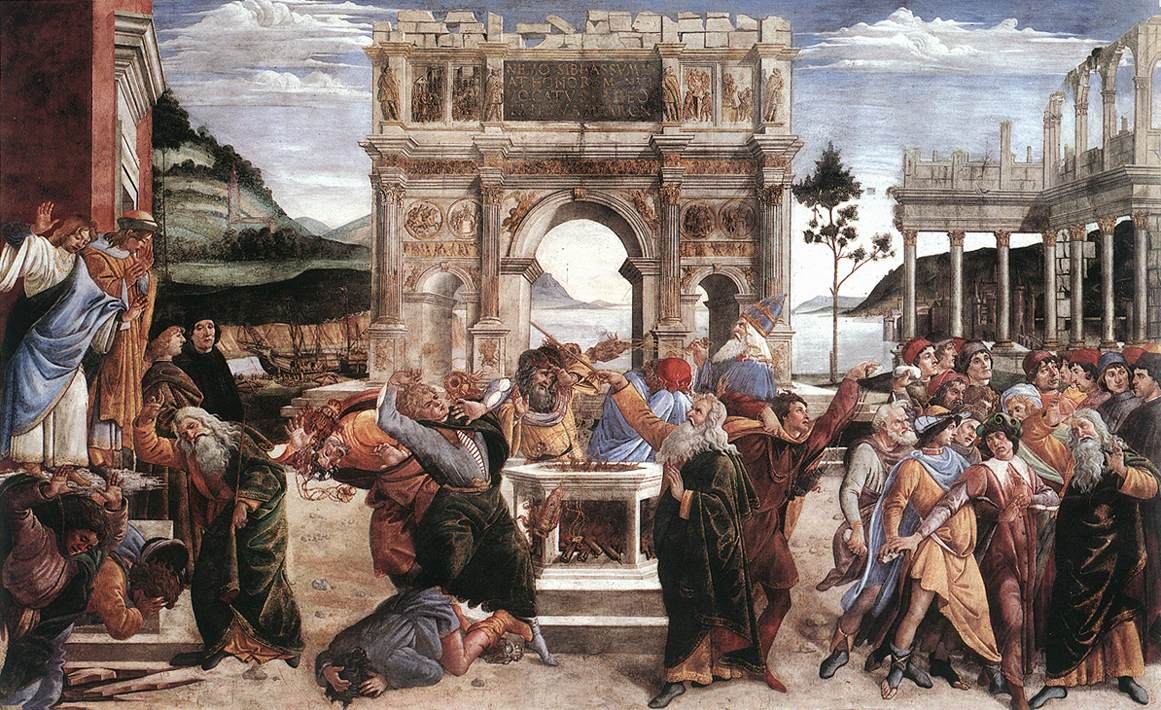
Bestraffing van Korach, Datan en Abiram op een fresco van Sandro Botticelli in de Sixtijnse kapel (1481-82)

Abiram (Hebreeuws: אֲבִירָם) was een zoon van Eliab van de stam van Ruben, die met zijn broer Datan betrokken raakte bij de opstand van Korach tegen Mozes en Aäron. Hij werd met zijn broer en alle medestanders van Korach verzwolgen door de aarde.